# 1959 Karbyshev
1959 Karbyshev è un asteroide della fascia principale interna. Scoperto nel 1972, presenta un'orbita caratterizzata da un semiasse maggiore pari a 2,316100 UA e da un'eccentricità di 0,133550, inclinata di 6,198938° rispetto all'eclittica. Ha un diametro di 6,897 km, un periodo di rotazione di 7,7234 ore e un'albedo di 0,257.
Fa parte della famiglia di asteroidi Vesta.
L'asteroide è dedicato al militare sovietico Dmitry Karbyshev.